# Казывань
Казыва́нь (бывш. Пятницкая) — село в Бондарском районе Тамбовской области России. Входит в состав Кёршинского сельсовета.

## История

### XVII век
До основания села местность, в котором оно находилось, именовалось Талинской Поляной.
Село возникло, по всей вероятности, в первом десятилетии XVIII века. Впервые упомянуто в сводной ведомости владений монастырских, церковных, архиерейских, составленной на основе документов ревизии 1719 года. В указанном документе записано, что деревня Пятницкая, «Казывань тож», заселена крестьянами, принадлежавшими дворовой вотчине Тамбовского архиерея (65 мужских душ). По документам третьей ревизской сказки 1767 года в селе Казывань числилось 50 домов однодворцев (294 человека) и 30 домов дворцовых крестьян.
Село Казывань (в дореволюционных документах встречается название — Казыванье) возникло в последней четверти XVII века благодаря усилиям Небесного покровителя Тамбовской земли — святителя Питирима.
В 1682 году была учреждена Тамбовская епископская кафедра. Первым епископом Тамбовским на весьма короткое время стал Леонтий, после отрешения которого «за некоторые вины» от управления епархией в конце 1684 года вновь встал вопрос о назначении архиерея.
15 февраля 1685 года «повелением государей царей и великих князей Иоанна Алексеевича, Петра Алексеевича, всея великия и малыя и белыя России самодержцев, великий господин святейший Иоаким, Патриарх Московский и всея России, поставил во епископы в Тамбов из Вязьмы Предтечева монастыря архимандрита Питирима».
По просьбе святителя Питирима, поданной им еще в бытность его в Москве, до отъезда в Тамбовскую епархию, пожаловали ему: «для всякой его домовой нужды и пропитания в Шацком уезде монастырь Рождества Пресвятая Богородицы и великого чудотворца Николая — Матвееву пустынь, Чернеево тож, да монастырь Успения Пресвятой Богородицы, Сергиеву пустынь, что на Пролом, да Вышинскую пустынь, со крестьяны, и с бобылями, и с пашнею, и с сенными покосами, и со всеми угодьи».
Святитель Питирим, кроме указанных выше владений, озаботился о приобретении и некоторых других, ему необходимых, по нуждам бедной епархии. Так в 1685 году он просит государей пожаловать ему на содержание кафедры в дополнение к скудным Мамонтову и Троицкому монастырям и другие земли.
В этом отношении замечательно его ходатайство и довольно длительная переписка по делу о приобретении земли в Тамбовском уезде, в пределах так называемой Талинской Поляны, для пашни и селитьбы его крестьян.
В 1686 году июля 8 дня преосвященный Питирим епископ Тамбовский пишет великим государям царям и великим князьям Иоанну Алексеевичу и Петру Алексеевичу … «В Тамбовском уезде в лесу Талинская Поляна вниз по речке Талинке, по правую сторону, да по речке Керше вниз же по обе стороны лежит порозжая ковыльная земля; а ему в Тамбовском уезде под пашню и селитьбу крестьян земли нигде ничего не дано; просил ту порозжую ковыльную землю со всеми угодьями отдать ему в дом под пашню и селитьбу».
«В 1694 году июля 17 дня, по указу великих государей и по грамоте из приказа Большего Дворца, стольник и воевода Иван Леонтьев, взяв с собою Тамбовцев дворян и детей боярских и всяких чинов служилых людей, приехав в Талинскую Поляну досматривал, а по досмотру та Поляна пошла из большого заповедного леса и с другой стороны пришел черный лес и сошелся с Кершинским лесом, и вышла, к большой степи к, Воронежской дороге, по дачам Тамбовцев детей боярских, и от прихода воинских людей опасения Тамбовским жителям и новопоселенным крестьянам не будет, потому что стала в крепостях с двух сторон лес и от степи река Керша весьма неприступна, и крепка.
А по сказке старожилов то место называется Талинский Угол, а не Поляна, от почистки леса, и из той Поляны отказал в дом Боголепного Преображения Господня преосвященному Питириму, епископу Тамбовскому к прежней даче, к 300 четвертям 900 четвертей земли, в урочищах на речке Талинке и по Савенью и по речке Керше и по обе стороны сенные покосы против указа за речкою Кершею к Ржавцу Казаванью»…
Окончательно все эти земли были отмежеваны и закреплены только в 1696 году, всего 900 четвертей земли. Здесь владыка выступил в качестве не только землевладельца, но и колонизатора, переселив на эти участки крестьян из Черниева. Вскоре на полученных землях, благодаря переводу тамбовским владыкой «на селитьбу» крестьян, появились села: Казывань, Большая Талинка, Малая Талинка, Кёрша.

### XVIII век
В 1701 году, в связи с закрытием Тамбовской кафедры, вотчины Тамбовского архиерея были опять отписаны в казну. Практически в это же время начинаются административные реформы Петра I, в результате которых большая часть будущей Тамбовской губернии была приписана к Азовской губернии, затем переименованной в Воронежскую. В этот период и произошли первые сословные изменения в населении некогда монастырской деревни Пятницкой, Казывани тож.
Впервые село упомянуто в сводной ведомости владений монастырских, церковных, архиерейских, составленной на основе документов ревизии 1719 года. В указанном документе записано, что деревня Пятницкая Казывань тож, заселена крестьянами, принадлежавшими дворовой вотчине Тамбовского архиерея (65 мужских душ).
Село расположилось по обеим берегам реки Казычки. Скорее всего, село назвали по имени реки Казычки — притока Керши. Кстати, на плане генерального межевания земель 1790 года, современная река Казычка обозначена как Казыванья. Так что и село, и река в те годы имели одинаковое имя. Многие населённые пункты России в то время имели двойное название: официальное и народное. Было народное имя и у Казывани — Пятницкая. Народное название села очевидно связано с Параскевой Пятницей.
До 1767 года Казывань была деревней, селом оно стало после постройки церкви. Вот что известно о постройке церкви в селе Казывань: «церковь в селе Козованьи Параскеевская деревянная, приписная, построена в 1767 году, перестроена в 1866 году, престол один».
По документам третьей ревизской сказки 1767 года в селе Казывани числилось 50 домов однодворцев 294 человека и 30 домов дворцовых крестьян.
По ревизии 1795 года в селе проживали однодворцы и дворцовые крестьяне, то есть помещиков не было. Однако вскоре в Казывани появилась «экономия», а вместе с ней и помещичьи крестьяне. С тех пор Казывань разделилась на две половины: «барщину» и «вольную». На территории «барщины» проживали помещичьи крестьяне, а на территории «вольной» — государственные.

### XIX век
Из «Межевой книги части дачи села Казыванья… за 1805 год» видно, что Казыванским помещиком в те годы был «генерал-майор Болотников А. И.» — Болотников Андрей Илларионович, один из командиров Лейб-гвардии Гусарского его величества полка (1800—1801).
В ревизии 1834 года: «Ревизская сказка 1834 года апреля 5 дня Тамбовской губернии онаго жь уезда села Казыванья помещицы коллежской асессорши Надежды Ивановой дочери Тимофеевой о состоящих мужского и женского пола дворовых людях и крестьянах… Все достались по купчей от генерал-майора Андрея Болотникова в 1833 году. Итого: 19 дворов, 108 душ мужского пола, 111 — женского».

В начале 1840-х годов в селе свирепствовала холера, унесшая много жизней, а 1885 год стал для Казывани голодным годом. Вот как это описывается в Тамбовских Губернских ведомостях:
№ 85
27 августа 1885 года
Село Казыванье Тамбовского уезда
Лишь с начала уборки ржи жители нашего села перестали голодать. Хорошие всходы яровых давали надежду на урожай и радовали хозяев, а потом пришлось разочароваться в ожиданиях по случаю продолжительной засухи. Наконец, бедствия нынешнего лета дополняет грозный бич сельского хозяйства — ржаной червь. Присутствие его на озимых полях обнаружено около 12 числа августа. Прежде всего показался он на полях, засеянных в последних числах июля, после бывших дождей. Несколько десятин из засеянных в то время остались совершенно черными, тогда как остальные покрылись зелеными всходами. Такое явление сильно смутило крестьян. Но еще более поразило их множество таких червей на незасеянных полях. Многие в виду этого не решаются производить посев до того времени, пока червь не исчезнет. Средство это крайне рискованно. Когда червь не в состоянии будет пожирать зелень, будет уже холодно и поздно сеять.
Владельцы истребленных червями полей должны вторично засевать их. По словам очевидцев, червь этот длиною немного более вершка, толщиною с гусиное перо, а цветом сероватый. О количестве приносимого им вреда можно судит из того, что один червяк в минуту съел 5 ржаных зерен, объедая только оконечности зерна. По слухам такие же черви появились в полях крестьян сел Бондарей, Бычков и еще кое-где по соседству. Начавшаяся дождливая, холодная погода приносит червям чувствительный вред. Дай Бог!

Ф. О-въ 
В 1860 году согласно «Приложению к трудам редакционных комиссий для составления Уложения о крестьянах», в селе Казывань в 31 дворе проживало 19 дворовых людей и 31 крестьянин, принадлежавших помещику А. И. Беликовичу. Всего по данным «Списка населенных мест по сведениям 1862 года» по Тамбовской губернии в селе казённом и владельческом Казыванье было 134 двора, в которых проживало 497 жителей мужского пола и 522 женского.
В середине 1880-х годов духовным ведомством открыта школа грамоты. В 1886 году на средства прихода построено для школы и церковной караулки деревянное, крытое железом здание на две классные комнаты. В 1898 году в школе обучалось 65 учащихся. Позднее — церковно-приходская школа.
К концу XIX века церковь совсем обветшала и в селе к 1898 году отстроили новую деревянную, уже двухпрестольную церковь. Главный престол во имя Святой Параскевы (28 октября) и придельный Никольский (6 декабря). Строилась церковь с весны 1895 года, на скромные средства прихожан. Строителями храма были крестьяне села Казывани — крестьяне Силантий Аксенов Дронов, Василий Селиверстов Белоусов и Михаил Васильев Дронов. Подавляющее большинство свадеб в новой церкви справляли в престольный праздник — 28 октября (10 ноября по новому стилю).

### XX век
В 1918 году школа реорганизована в трудовую школу I ступени. С 1949 года — семилетка, с 1962 г. — восьмилетка. В настоящее время не существует.
 К 1911 году в селе насчитывалось уже 275 дворов и проживало 2120 человек, действовала смешанная церковно-приходская школа. Население села, помимо обработки земли, занималось извозом и изготовлением колёс.
Вот как описывается церковь села в 1911 году:
«Крупная деревянная холодная двухпрестольная церковь, построена на средства прихожан. Представляет собой одноглавый восьмерик на четверике с обширной трапезной и в одной связи с высокой трехъярусной шатровой колокольней. Придел — Никольский.»
В 1921 году, в разгар Тамбовского восстания, в Казывани были созданы 1-й и 2-й сельский комитет Союза трудового крестьянства, очевидно по указаному выше признаку разделения села: «барщина»—«вольная». Многие из крестьян села вступили в сформированный повстанческий Казыванский полк. Об атмосфере того периода позволяет судить документ, составленный уполномоченным особого отдела Хворовым, к которому попали в руки протоколы собраний сельских комитетов. В тексте сплошь и рядом мелькают знакомые фамилии. После подавления восстания солдаты этого полка и их семьи были либо расстреляны, либо репрессированы.
В годы СССР церковь села была закрыта, в связи с проводимой Атеистической политикой, а затем разорена. Сохранился только нижний ярус стен и три яруса колокольни. Церковь постепенно разрушается. Стены снаружи смотрятся, внутри есть лестницы, кроме первого яруса. Перекрытие второго этажа есть.

## Население
В 1719 году в селе проживало 65 мужских душ.
В 1767 году в селе проживали 324 жителя.
В 1834 году в селе проживали 219 помещичьих крестьян.
В 1860 году в селе проживал 1001 житель.
В 1911 году в селе проживали 2120 жителей.
По данным Всесоюзной переписи 1926 года село насчитывало 324 двора с населением 1667 человек.
В 2002 году в селе проживали 240 жителей.

В 2010 году в селе проживало 183 жителя.

## Уроженцы
- Колесников Алексей Михайлович — сержант, участник Великой Отечественной войны, операции по снятию блокады Ленинграда, кавалер ордена Красной Звезды, ордена Славы III степени, медали «За отвагу».
- Тамара Дерунец[5][6][7] — героиня Великой Отечественной войны, разведчица, награждена орденом Великой Отечественной войны 1 степени. В честь 100-летия со дня рождения Тамары Дерунец, на телеканале «Россия 24» снят документальный фильм «Солнце поднимается на Востоке».